# فان سميث (لاعب كرة قدم أمريكية)
فـان سميث (بالإنجليزية: Van Smith)‏ هو لاعب كرة قدم أمريكية أمريكي، ولد في 14 أغسطس 1996 في تشارلوت في الولايات المتحدة.